# Засурський Іван Іванович
Іван Іванович Засурський (н. 29 серпня 1974 р.) — російський журналіст, кандидат філологічних наук, викладач, продюсер, дослідник. Завідувач кафедри нових медіа та теорії комунікації факультету журналістики МДУ ім. М. В. Ломоносова. Засновник та видавець онлайнової газети «Частный Корреспондент». Автор понад 500 публікацій в періодичних виданнях в Росії й за кордоном. Ведучий ток-шоу «Прес-клуб XXI». Онук Ясена Засурского.

## Діяльність
Іван Засурський почав свою кар'єру на початку 1990-х рр. репортером у «Независимой газете», у віці 17 років. У 1993 році став завідувачем відділу економіки «Независимой газети». У цей же період навчався на факультеті журналістики МДУ. Закінчив  факультет журналістики з червоним дипломом. Наступний рік Іван Засурський працював у газеті «Общая газета» координатором з розвитку.
1997 року на деякий час пішов з професійної журналістики й став радником першого заступника Голови Уряду Російської Федерації Бориса Нємцова. Досвід політичної діяльності в Івана Засурського вже був: у 1995 році він був керівником передвиборної кампанії губернатора Нижегородської області.
1999 року видав книгу «Мас-медіа другої республіки» — дослідження на тему історії засобів масової інформації Росії в 1990-х роках. Книга торкається теми перетворення ЗМІ з так званої четвертої влади у своєрідні агенти нових політичних центрів. Книга «Мас-медіа другої республіки» була удостоєна премії МДУ ім. І. І. Шувалова.
У 1998 році на факультеті журналістики МДУ ім. М. В. Ломоносова захистив дисертацію кандидата філологічних наук під заголовком «ЗМІ Росії в умовах глобальних процесів трансформації: формування нової системи інформації та її роль в політичному житті країни 1990 — 1998 років». Разом з цим, Іван Засурський був у ті роки молодшим науковим співробітником факультету журналістики МГУ.
До початку 2000-х рр. Іван повністю повернувся в професійну журналістику, особливо його цікавили мережева журналістика та блогінг, як нові форми журналістського справи. Став співдиректором Російсько-Американського центру Університету штату Нью-Йорк і провів лекційний тур по східному узбережжю США. Став директором Лабораторії медіакультури та Комунікації факультету журналістики МДУ, через кілька років — завідувачем кафедри нових медіа та теорії комунікації. З 2001 до 2005 року Засурський працював в інтернет-холдингу «Рамблер» на посаді заступника генерального директора по зв'язках із громадськістю, пізніше — директора зі спецпроєктів, готував наукові доповіді компанії. У процесі підготовки до продажу акцій компанії «Рамблер-медіа», Засурський здійснив операцію «Рамблера» з ICQ.
Восени 2006 року Івана Засурського запросили в «СУП» директором з маркетингу. Через розбіжності в поглядах, Засурський покинув цю компанію наступного року.
У грудні 2009 року одним з перших підписав відкритий лист із закликом реформи російської системи авторського права.

## Частный Корреспондент
У жовтні 2008 році Іван Засурський створив «Частный Корреспондент» — російське інтернет-видання, що першим в Росії повністю перейшло на ліцензію Creative Commons. Однією з основних причин цього стало бажання допомогти російській Вікіпедії й дати можливість талановитим людям проявити себе в області громадянської журналістики. У листопаді 2011 року «Частный Корреспондент» став переможцем Премії Рунета в номінації «Культура та масові комунікації».